# Teodor V. Tăutu
Teodor V. Tăutu (n. 11 august 1828 – d. 6 august 1902) a fost un om politic român, care a îndeplinit funcția de primar al municipiului Iași în perioadele 5 decembrie 1866 - 26 iunie 1868 și 25 mai - 25 octombrie 1870.

## Biografie
Era un descendent al vechii familii boierești Tăutu, slujitori credincioși ai Moldovei încă din timpul lui Ștefan cel Mare. A ocupat mai multe funcții în cadrul primăriei orașului Iași, inclusiv pe cea de primar în perioadele 5 decembrie 1866 - 26 iunie 1868 și 25 mai - 25 octombrie 1870.
A fost căsătorit cu Aglaia Botez, care provenea dintr-o familie originară din Fălticeni. Unul din fiii săi, generalul Teodor Tăutu (1868-1937), a luptat eroic în Primul Război Mondial.
Teodor V. Tăutu a fost membru al Lojii „Steaua României” din Iași, precum și cavaler al Ordinelor „Steaua României” și „Coroana României”.

Mormântul lui Teodor Tăutu de la Cimitirul Eternitatea din Iași

A fost înmormântat în Cimitirul Eternitatea din Iași. 